# Dragão azul

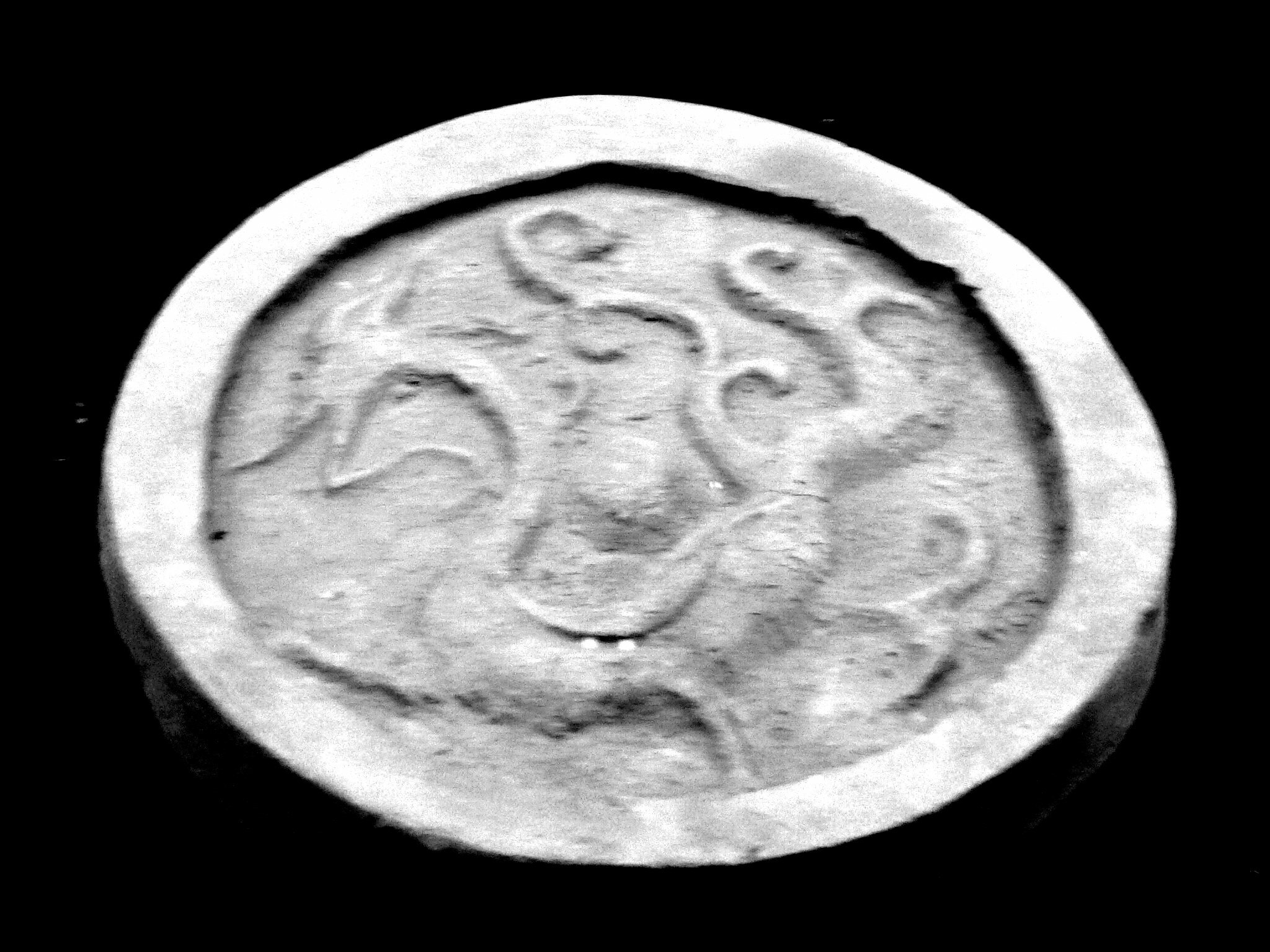
Escultura de Qīnglóng em peça de beiral

O Dragão Azul (chinês simplificado: 青龙; chinês tradicional: 青龍; pinyin: Qīnglóng), também chamado de Dragão Azul do Oriente, é um dos Deuses Dragões que representam as forças das montanhas, ou ctônicas, das Cinco Formas da Altíssima Deidade (五方上帝 Wǔfāng Shàngdì). Também é um dos Quatro Símbolos das constelações chinesas, que são representações astrais de Wufang Shangdi. Representa o leste e a estação da primavera. É conhecido como Seiryuu no Japão e Cheongryong na Coreia. Não devendo ser confundido com o mitológico Dragão Amarelo que está associado com o Imperador da China.
O Dragão é frequentemente citado na mídia, no feng shui, em outras culturas e em vários locais, como o Dragão Verde e o Dragão de Avalon.

## As sete casas
Tal como os outros três Símbolos, o Dragão Azul corresponde a sete "casas", ou posições, da Lua.
| Nª da casa | Nome (pinyin) | Tradução           | Estrela determinante |
| ---------- | ------------- | ------------------ | -------------------- |
| 1          | 角 (Jiăo)     | Chifre             | Spica                |
| 2          | 亢 (Kàng)     | Pescoço            | κ Vir                |
| 3          | 氐 (Dĭ)       | Raiz               | α Lib                |
| 4          | 房 (Fáng)     | Quarto             | π Sco                |
| 5          | 心 (Xīn)      | Coração            | Antares              |
| 6          | 尾 (Wěi)      | Cauda              | μ Sco                |
| 7          | 箕 (Jī)       | Cesto de despalhar | γ Sgr                |